# ۳۲۷ کلمبیا
سیارک ۳۲۷ (به انگلیسی: 327 Columbia) سیصد و بیست و هفتمین سیارک کشف شده‌است که در ۲۲ مارس ۱۸۹۲ و در نیس کشف شد.
قدر مطلق سیارک برابر ۱۰٫۱۰ است.